# Yousuf Karsh
Pour les articles homonymes, voir Karsh.
Yousuf Karsh, né le 23 décembre 1908 à Mardin (Empire ottoman) et mort le 13 juillet 2002 à Boston (États-Unis), est un photographe portraitiste canadien d'origine arménienne.
C'est un des maîtres de la photographie argentique noir et blanc. Il a fait le portrait d'environ 11 000 personnalités.

## Biographie
Né le 23 décembre 1908 au sein de la large communauté arménienne chrétienne de Mardin en Anatolie du sud (Turquie), le jeune Yousuf doit quitter son pays natal, avec sa famille, alors qu'il a 15 ans afin d'échapper au génocide arménien. La famille Karsh émigre en Syrie puis, en 1924, un des leurs, le jeune Yousuf va rejoindre au Canada son oncle Georges Nakash, photographe portraitiste renommé à Sherbrooke (Québec).
C'est là qu'il fait son premier apprentissage en photographie et, par la suite, il est envoyé se perfectionner à Boston, aux États-Unis, auprès de John Garo, photographe alors le plus en vue de l'aristocratie et des célébrités de l'époque.
Après plusieurs années passées aux États-Unis, il revient au Canada en 1932 où il ouvre son propre studio à Ottawa, la capitale du pays. Il travaille d'abord dans le studio de John Powis où il tente de se démarquer par son côté artistique. Il prend la tête du studio un an plus tard en investissant l'entièreté de ses économies et fait essentiellement des photos de jeunes filles pour leurs bals des finissantes.
C'est en 1935 que sa carrière décolle avec la photo de Lord Bessborough, alors Gouverneur Général, et sa femme. Il y fait ses débuts en tant que photographe de scène et devient rapidement le photographe de la haute société dont la renommée s'étendra largement au-delà des limites de la capitale canadienne. Il se marie en 1939 avec Solange Gauthier, actrice rencontrée en 1932 dans les coulisses de la pièce "La Belle de Haguenau". Ils vivent pendant un an au 216 Metcalfe Street, à quelques minutes de son studio alors situé au 130 Sparks Avenue. Ils emménagent ensuite dans leur maison de style Art Déco appelé Little Wings qui sur le bord de la Rideau River et longeant la route 73, qui sera détruite au début des années 1980. De 1972 à 1993 et son départ d'Ottawa, il aura son studio et sa résidence au 5e étage du Château Laurier.
Lorsque la guerre éclate en 1939, Ottawa devient un centre d'activités de la coalition alliée et « Karsh of Ottawa » devient le photographe des leaders alliés les plus importants. Ainsi est-il tout naturellement choisi pour faire le portrait de Winston Churchill lorsque ce dernier visite le Canada en 1941.

### Le portrait de Winston Churchill
Prise sur le vif, la photo de Karsh immortalise un Winston Churchill volontaire, déterminé et prêt à faire face aux défis de la guerre. La photo rendra son auteur célèbre de par le monde.

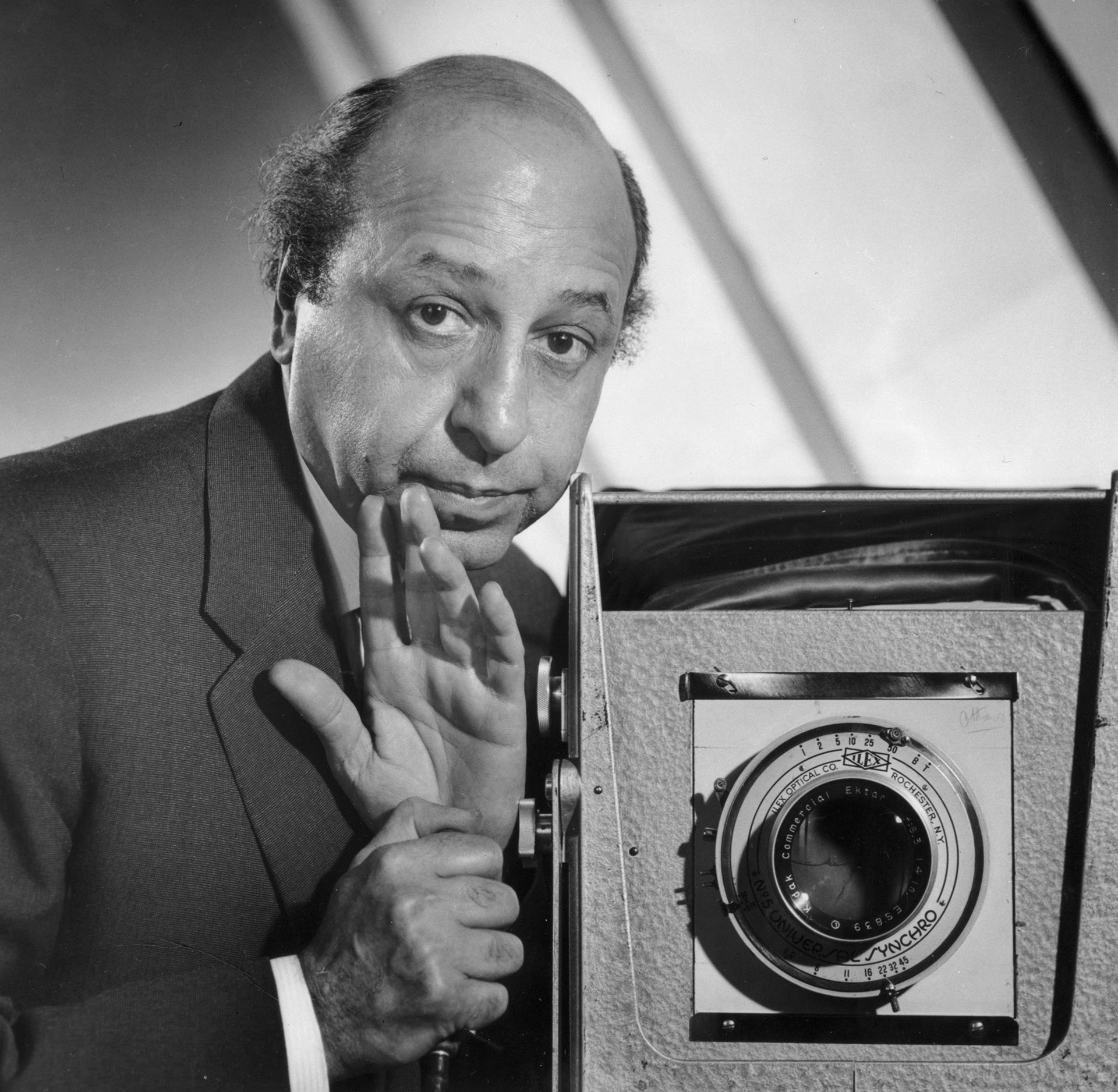
Yousuf Karsh en 1958.

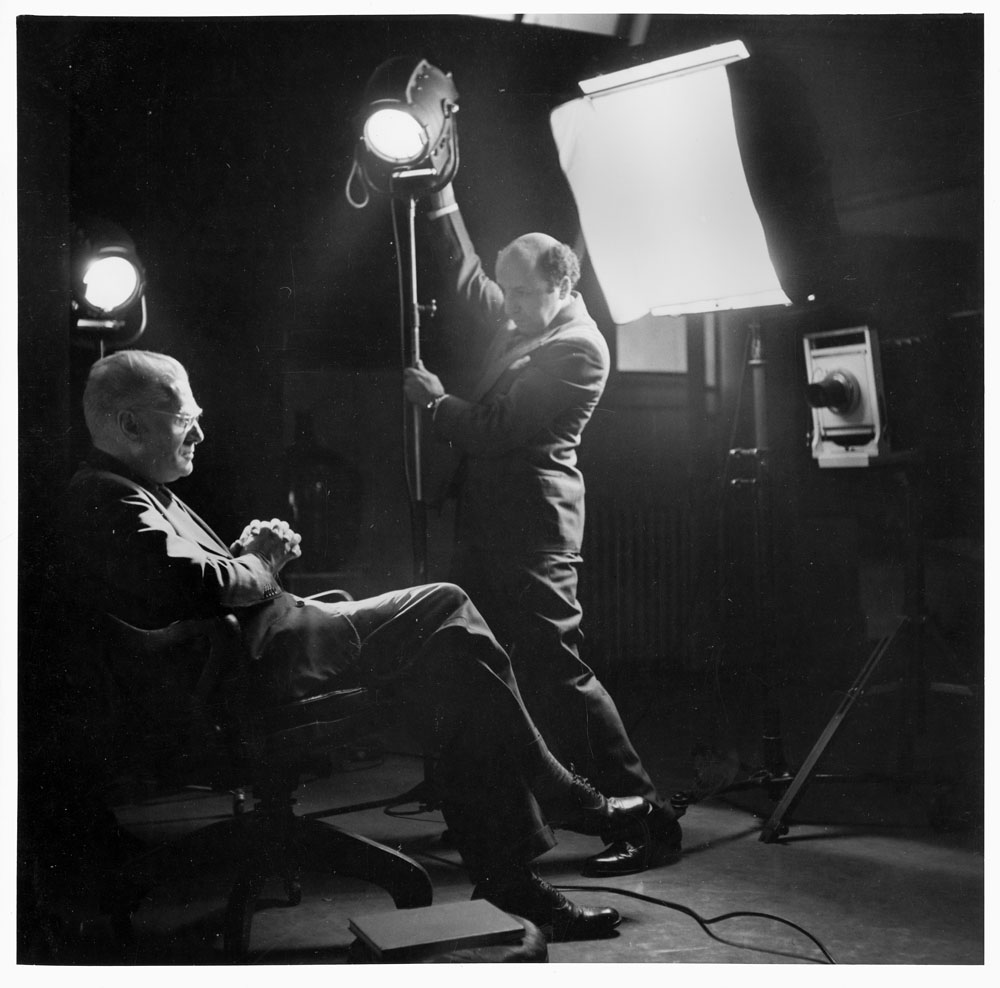
Yousuf Karsh en train d'opérer.

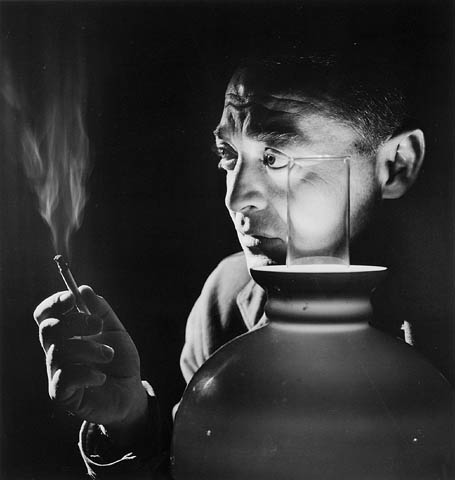
Un exemple de photographie de Karsh : l'acteur Peter Lorre.

L'air taciturne qu'affichait Churchill sur ce portrait tint au fait que ce dernier ne se séparait jamais de son cigare et entendait le garder en bouche pendant toute la durée de la séance, et ce malgré les demandes réitérées du photographe pour qu'il s'en départisse le temps d'une photo. Après s'être assuré que tout était fin prêt, Yousuf Karsh retira prestement le cigare de la bouche de Churchill et prit ensuite la photo de celui-ci… outré qui n'acceptera que cette seule prise de vue. Cette photo unique prise sur le vif deviendra célèbre de par le monde et sera une des plus reproduites de l'histoire de la photographie .

### Citoyen canadien
En reconnaissance pour sa contribution à la culture du pays, Karsh reçoit en 1947 un « certificat de citoyenneté canadienne ». Il est parmi les premiers à être ainsi honoré, la loi sur la citoyenneté canadienne venant à peine d'être approuvée par le parlement du Canada. Grand voyageur, Karsh a des studios et équipements photographiques à Londres, Paris, New York comme à Ottawa. Il devient le photographe des personnalités les plus marquantes de son époque et fera dès lors les portraits d'environ 11 000 vedettes issues des milieux politiques, artistiques, scientifiques ou autres jusqu'à sa retraite en 1992.
Décédé le 13 juillet 2002 à Boston, Yousuf Karsh est considéré comme l'un des photographes portraitistes parmi les plus importants du XXe siècle.

## Liste sélective de portraits
- Early Landscape (1927)
- Early Portrait (1929)
- John Garo (1931)
- Romeo et Juliet (1933)
- Lord et Lady Bessborough (1935)
- Betty Low et Solange (1935)
- Archibald Belaney (1936)
- Ruth Draper (1936)
- Johan Helders (1936)
- William Lyon Mackenzie King (1936)
- Betty Low (1936)
- Madge Macbeth (1936)
- Franklin Roosevelt, Mackenzie King, Lord Tweedsmuir (1936)
- Elixir (1938)
- Lord Tweedsmuir (1938)
- Princesse Juliana (1940)
- Général Andrew McNaughton (1940)
- Winston Churchill (1941)
- Stephen Leacock (1941)
- Paul Robeson (1941)
- Lord Beaverbrook (1943)
- Noël Coward (1943)
- Hubert Pierlot (1943)
- Princesse Elizabeth (1943)
- George VI (1943)
- Lord Louis Mountbatten (1943)
- Olav V (1943)
- George Bernard Shaw (1943)
- H. G. Wells (1943)
- Général Charles de Gaulle (1944)
- Harold Ickes (1944)
- John L. Lewis (1944)
- Henry Luce (1944)
- Clare Boothe Luce (1944)
- Général John Pershing (1944)
- Nelson Rockefeller (1944)
- Eleanor Roosevelt (1944)
- Russel Wright (1944)
- Marian Anderson (1945)
- Faisal (1945)
- Gratien Gélinas (1945)
- Yehudi Menuhin et Wanda Landowska (1945)
- Leopold Stokowski (1945)
- Sir Thomas Beecham (1946)
- Ingrid Bergman (1946)
- Humphrey Bogart (1946)
- Joseph Cotton (1946)
- Général Dwight Eisenhower (1946)
- Henry Ford II (1946)
- Judy Garland (1946)
- Garson Kanin et Ruth Gordon (1946)
- Boris Karloff (1946)
- Angela Lansbury (1946)
- Peter Lorre (1946)
- Thomas Mann (1946)
- Field Marshall Bernard Montgomery (1946)
- Gregory Peck (1946)
- David Sarnoff (1946)
- Barbara Ann Scott (1946)
- Elizabeth Taylor (1946)
- Kurt Weill (1946)
- Portia White (1946)
- Katharine Cornell (1946)
- Thomas Cullen (1947)
- Herman Leonard (1947)
- Sally Ryan (1947)
- Elizabeth Arden (1948)
- Joan Crawford (1948)
- Lilly Daché (1948)
- Albert Einstein (1948)
- Clark Gable (1948)
- Martha Graham (1948)
- Helen Keller et Polly Thompson (1948)
- Beatrice Lillie (1948)
- Marx Brothers (1948)
- Margaret O’Brien (1948)
- Jean Sibelius (1948)
- Harry Truman (1948)
- Clement Attlee (1949)
- Cordell Hull (1949)
- Louis Jouvet (1949)
- Francois Mauriac (1949)
- Pie XII (1949)
- J. Arthur Rank (1949)
- Lord Bertrand Russell (1949)
- Richard Strauss (1949)
- Ralph Vaughan Williams (1949)
- Harold Wilson (1949)
- Georges Braque (1949)
- Atlas Steel (1950)
- Alfred Blalock (1950)
- Jascha Heifetz (1950)
- Général George C. Marshall (1950)
- Somerset Maugham (1950)
- Yukio Ozaki (1950)
- Rodgers et Hammerstein (1950)
- Princesse Elizabeth (1951)
- Ford of Canada (1951)
- Samuel Newhouse (1951)
- Ford of Canada, Rear Window (1951)
- Fulton Sheen (1952)
- Stanley Park (1952)
- Vancouver at Night (1952)
- Antique Shop (1953)
- Calgary Stampede (1953)
- Great Lakes Paper Company (1953)
- Horses and Farmer (1953)
- Porter at Union Station (1953)
- Benjamin Britten (1954)
- Albert Camus (1954)
- Pablo Casals (1954)
- René Clair (1954)
- Paul Claudel (1954)
- Christian Dior (1954)
- Walt Disney (1954)
- Sir Alexander Fleming (1954)
- Lord Hastings Lionel Ismay (1954)
- Augustus John (1954)
- Le Corbusier (1954)
- Frank Lloyd Wright (1954)
- André Malraux (1954)
- Laurence Olivier (1954)
- Laurence Olivier et Vivian Leigh (1954)
- Pablo Picasso (1954)
- Terence Rattigan (1954)
- Carl Sandburg (1954)
- Albert Schweitzer (1954)
- Moira Shearer (1954)
- John Steinbeck (1954)
- Maréchal Tito (1954)
- Paul Claudel (1954)
- Jacob Epstein (1955)
- Herbert von Karajan (1955)
- Earl Warren (1955)
- Samuel Barber (1956)
- Joan Collins (1956)
- Robertson Davies (1956)
- Cecil B. de Mille (1956)
- Anita Ekberg (1956)
- Indira Gandhi (1956)
- Grace Kelly (1956)
- Audrey Hepburn (1956)
- Audrey Hepburn et Mel Ferrer (1956)
- Charlton Heston et Fraser Clarke Heston (1956)
- Marcel Marceau (1956)
- Gian Carlo Menotti (1956)
- Jawaharlal Nehru (1956)
- Georgia O’Keeffe (1956)
- Norman Rockwell (1956)
- Jonas Salk (1956)
- Igor Stravinsky (1956)
- Tennessee Williams (1956)
- Lauren Bacall (1956)
- Pearl Buck (1957)
- Glenn Gould (1957)
- Ernest Hemingway (1957)
- Jacqueline Kennedy (1957)
- John Kennedy et Jacqueline Kennedy (1957)
- Thurgood Marshall (1957)
- Lester Pearson (1957)
- Jackie Robinson (1957)
- Brigitte Bardot(1958)
- Randolph Churchill (1958)
- Robert Frost (1958)
- Dag Hammarskjöld (1958)
- Carl Jung (1958)
- Charles Laughton (1958)
- Gina Lollobrigida (1958)
- Fulton Sheen (1958)
- Jean XXIII (1959)
- Alan Jay Lerner et Frederick Loewe (1959)
- Edward R. Murrow (1959)
- Lenore Tawney (1959)
- Sir Edmund Hillary (1960)
- Alfred Hitchcock (1960)
- John F. Kennedy (1960)
- Edward Kennedy, John F. Kennedy and Robert F. Kennedy (1960)
- Mary Martin (1960)
- Walter Alvarez (1961)
- Martin Luther King (1962)
- Ludwig Mies van der Rohe (1962)
- William Joseph Brennan (1962)
- Leonid Brezhnev (1963)
- Mangosuthu Buthelezi (1963)
- Leslie Caron (1963)
- Barry Goldwater (1963)
- Lyndon B. Johnson (1963)
- Estrellita Karsh (1963)
- Nikita Khrouchtchev (1963)
- Nina Khrouchtchev (1963)
- Douglas MacArthur (1963)
- Paul VI (1963)
- Maya Plisetskaya (1963)
- Konrad Adenauer (1964)
- Ludwig Erhard (1964)
- John Paul Getty (1964)
- Graham Greene (1964)
- Frederick Varley (1964)
- John Walker (1964)
- Evelyn Waugh (1964)
- Marc Chagall (1965)
- Max Ernst (1965)
- Alberto Giacometti (1965)
- Joan Miró (1965)
- Jean Monnet (1965)
- Irving Penn (1965)
- Man Ray (1965)
- Jean Paul Riopelle (1965)
- Pierre Soulages (1965)
- Ossip Zadkine (1965)
- Josef Albers (1966)
- Alexander Calder (1966)
- Élisabeth II (1966)
- Élisabeth II et Philip Mountbatten (1966)
- Naum Gabo (1966)
- Jacques Lipchitz (1966)
- Cristina Pucci (1967)
- Emilio Pucci et Cristina Pucci (1967)
- Edward Steichen (1967)
- John Glenn (1967)
- Ravi Shankar (1968)
- Armstrong, Collins et Aldrin (1969)
- Christiaan Barnard (1969)
- Yasunari Kawabata (1969)
- Roppeita Kita (1969)
- Barnett Newman (1969)
- Hideki Yukawa (1969)
- Mohamed Ali (1970)
- Joan Baez (1970)
- Emilio Greco (1970)
- Hugh Hefner (1970)
- Giacomo Manzu (1970)
- Marino Marini (1970)
- Linus Pauling (1970)
- Fidel Castro (1971)
- Roman Vishniac (1971)
- Édouard VIII et Wallis Simpson (1971)
- W. H. Auden (1972)
- Jacques Cousteau (1972)
- Paul Mellon (1972)
- Harland Sanders (1972)
- Gloria Steinem (1972)
- Henry Moore (1973)
- Hans Selye (1973)
- Norman Mailer (1974)
- Marshall McLuhan (1974)
- John Enders (1975)
- Helen Taussig (1975)
- Zulfikar Ali Bhutto (1976)
- Ansel Adams (1977)
- Rudolph Nureyev (1977)
- Morley Safer (1977)
- René Lévesque (1978)
- Carrie Fisher (1979)
- Jean-Paul II (1979)
- Ieoh Ming Pei (1979)
- Gabrielle Roy (1979)
- Andy Warhol (1979)
- Buckminster Fuller (1980)
- Isamu Noguchi (1980)
- Jimmy Carter (1981)
- Jacques Chirac (1981)
- Gerard Depardieu (1981)
- Valery Giscard d’Estaing (1981)
- Jacques Henri Lartigue (1981)
- Sophia Loren et Edoardo Ponti (1981)
- Sophia Loren (1981)
- François Mitterrand (1981)
- Alexander Haig (1982)
- Ronald Reagan (1982)
- Pierre Elliot Trudeau (1982)
- Rudolf Serkin (1984)
- John Updike (1984)
- Leonard Bernstein (1985)
- Michel Platini (1985)
- Jeanne Sauve (1985)
- John Wooden (1985)
- Jerome Robbins (1986)
- Charles Schulz (1986)
- Stephen Sondheim (1986)
- Yehudi Menuhin (1987)
- Marguerite Yourcenar (1987)
- Mère Teresa (1988)
- Berenice Abbott (1989)
- Benazir Bhutto (1989)
- Douglas Cardinal (1989)
- Helen Hayes (1989)
- Philip Glass (1990)
- Mikhail Gorbachev (1990)
- Jim Henson (1990)
- Jim Henson et lui-même (1990)
- Al Hirschfeld (1990)
- Jasper Johns (1990)
- Nelson Mandela (1990)
- Jessye Norman (1990)
- Tom Wolfe (1990)
- George Abbott (1990)
- David Rockefeller (1991)
- Jonas Salk (1991)
- Général Norman Schwarzkopf (1991)
- Elie Wiesel (1991)
- Billy Wilder (1991)
- Boris Yeltsin (1992)
- Bill Clinton (1993)
- Hillary Clinton (1993)

## Publications
- Faces of Destiny, New York, Ziff Davis, 1946 : collection de photographies de personnalités, faites durant les quatre années de guerre.
- Canada, as seen by the camera of Yousuf Karsh and described in words by John Fisher, Toronto, Thomas Allen, 1960, 165 p.
- In Search of Greatness : Reflections of Yousuf Karsh, Toronto, University of Toronto Press, 1962.
- Faces of Our Time, Toronto, University of Toronto Press, 1971.
- Karsh Portraits, Boston, New York Graphic Society, 1976.
- Karsh : American Legends, Boston, Bulfinch Press, Boston, 1992.

## Expositions
- 29 juin - 4 septembre 1989 : Karsh : l'art du portrait, Musée des beaux-arts du Canada, Ottawa[4].
- 6 décembre 2000 - 27 février 2001 : Yousuf Karsh : Helden aus Licht und Schatten, Deutsches historisches Museum, Berlin[5].

## Honneur
L'astéroïde (670744) Karsh est nommé en l'honneur de Yousuf Karsh et de son frère Malak Karsh (en).

### Documentaires et reportage
- Person to Person produit par CBS Television Network en 1963.
- Karsh : The Searching Eye de Harry Rasky sortie en 1986.
- Karsh, un regard sur l'histoire de Joseph Hillel sorti en 2009.
- « Yousuf Karsh : La quête de l’excellence », sur Bibliothèque et Archives Canada, 2015.